# Libnotes orofenaae
Libnotes orofenaae är en tvåvingeart som först beskrevs av Alexander 1947.  Libnotes orofenaae ingår i släktet Libnotes och familjen småharkrankar. Inga underarter finns listade i Catalogue of Life.